# Ideus Kinky - Un treno per Marrakech
Ideus Kinky - Un treno per Marrakech (Hideous Kinky) è un film del 1998, diretto da Gillies MacKinnon, tratto dal romanzo autobiografico Marrakech di Esther Freud, figlia del pittore Lucian Freud e pronipote di Sigmund Freud.

## Trama
Il film, ambientato nel 1972, racconta la storia della venticinquenne Julia, che si trasferisce con le sue due figlie in Marocco. Qui si innamorerà di Bilal, ma dopo essersi adattata alla cultura del luogo, dovrà fare ritorno a Londra.